# パーヴェル・ペステリ

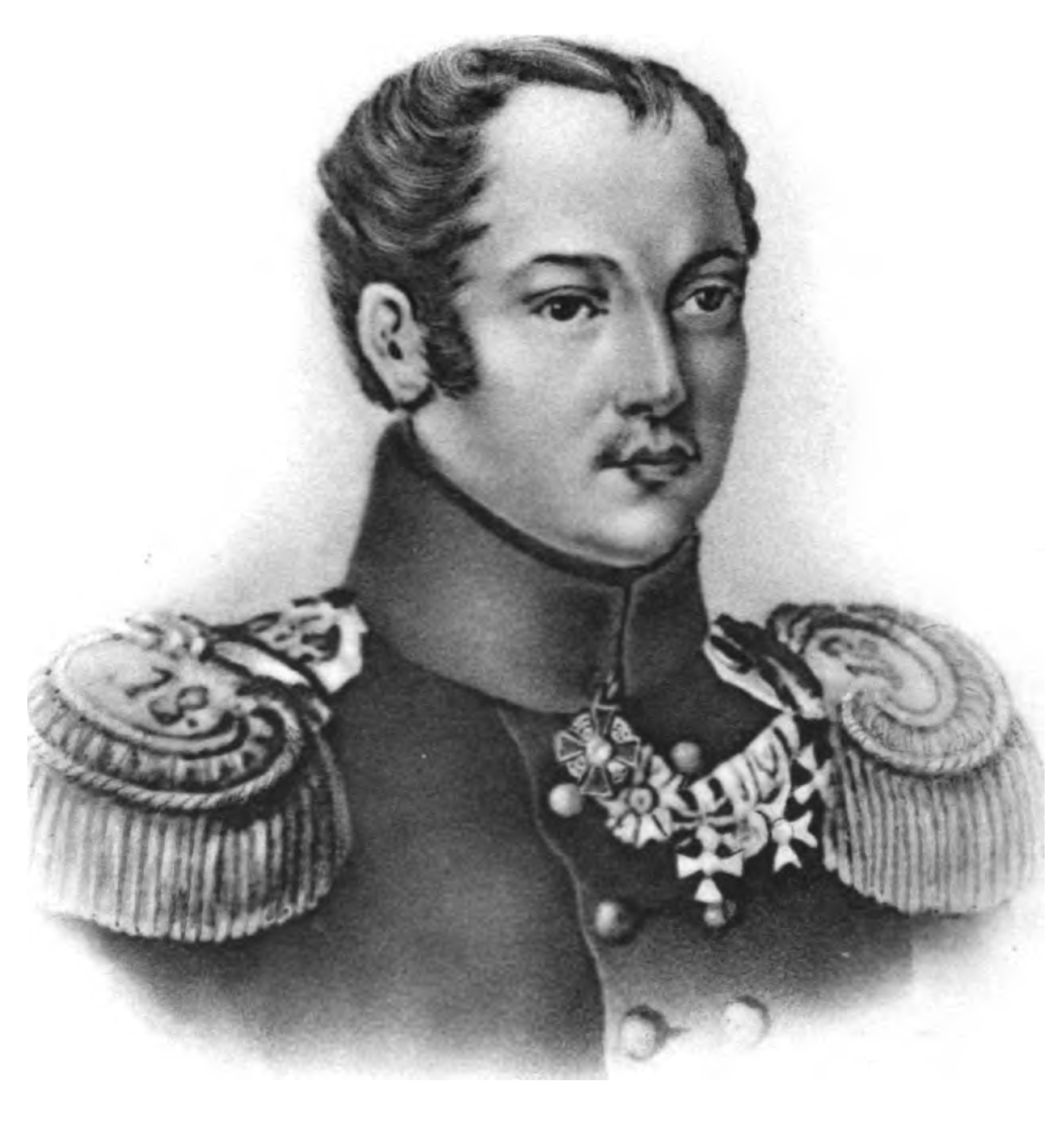
パーヴェル・ペステリ

パーヴェル・イワノヴィッチ・ペステリ（ロシア語: Па́вел Ива́нович Пе́стель, ラテン文字転写: Pavel Ivanovich Pestel, 1793年7月5日（ユリウス暦6月24日） - 1826年7月25日（ユリウス暦7月13日））は、帝政ロシアの軍人、革命家。ロシア帝国陸軍大佐。いわゆるデカブリスト（十二月党）の指導者で、デカブリストの乱の首謀者の一人として処刑された。
1793年7月5日（ユリウス暦6月24日）東シベリア総督イワン・ペステリの子としてモスクワに生まれる。1805年から1809年までドイツのドレスデンで学ぶ。1810年中央幼年学校Page Corpsに入学、翌1811年同校を卒業し、Praporshchik（少尉に相当）に任官する。ペステリは、当初、リトアニア近衛連隊に配属され、1812年にナポレオン・ボナパルトのロシア遠征（祖国戦争）が開始されるとこれに参加し、勝利に乗じて1813年から1814年にかけて行われたロシア軍の遠征にも従軍している。1921年大佐に昇進しヴャトカ連隊長に任命されトゥリチン（Tulchyn）に赴任した。ヴャトカ連隊長時代に、後にニコライ1世の下で反動期の中、改革者として振舞った開明派のパーヴェル・キセリョフ（Pavel Kiselyov）将軍の知遇を得た。
1816年デカブリストの最初の秘密結社である「救済同盟」に参加し同盟の憲章起草者の一人となった。さらに1818年「福祉同盟」にも参加、「福祉同盟」の支部を任地であるトゥリチンに組織している。ペステリは「福祉同盟」激派としてロシアにおける農奴制およびツァーリズム（皇帝専制）の即時廃止（皇帝暗殺、ロマノフ家皇族の処刑を含む）と共和制を主張した。1821年3月「福祉同盟」解散後は、同盟の南部組織を改組し「南方結社」を組織した。同じ年にペステリを中心とする南方結社は、政治、経済改革プログラムであり、将来の共和国の憲法草案たる「ルースカヤ・プラウダ」Russkaya Pravda を起草した。この中では、専制政治の打破と一時的な独裁体制による共和国の樹立、農奴制の廃止と国有地の活用を中心とする土地改革、地方自治とユダヤ人以外のロシア帝国に隷属する諸民族の独立などの主張を展開している。ルースカヤ・プラウダ第二版では、さらに急進的な内容を含み、即時農奴解放、地主の規制、個人に対する公的土地資金制度の導入、特権階級の除去と20歳以上の男性（女性には認めていない）に対する政治的権利の付与が盛り込まれた。また、国家機関としては、立法機関として一院制議会Народное вече、People's Vecheを設けそこから執行機関として選出される最高会議Державная дума、Sovereign Dumaが、司法監察機関として最高大会Верховный собор、Supreme Soborの設置が構想された。
1825年、ペステリはポーランド愛国協会と交渉を開始し、ポーランド独立派との共同での武装蜂起、革命について協議した。
ペテルブルクの穏健派が組織した「北方結社」と、ペステリらは袂を分かった形であったが、皇帝アレクサンドル1世が次第に反動化するにつれて、北方結社内にも急進派が増えていった。ペステリはこの期を逃さず1824年にペテルブルクに赴いている。
1825年皇帝アレクサンドル1世が行幸先のタガンログで崩御した。アレクサンドルの後をめぐり空位が発生した隙に乗じてペテルブルクの北方結社は準備不足のまま蜂起したが、新帝ニコライ1世により鎮圧された。
1825年12月13日トゥリチンで逮捕され、サンクトペテルブルクに身柄を送られた。取調べの後、ピョートル・カホフスキー、コンドラチイ・ルイレーエフ、ミハイル・ベストゥージェフ＝リューミン、セルゲイ・ムラヴィヨフ＝アポストルの4人とともに首謀者とされ、1826年7月25日（ユリウス暦7月13日）ペトロパヴロフスク要塞で絞首刑に処せられた。